# وستپورت، شهرستان مایو
وستپورت (به لاتین: Westport) یک منطقهٔ مسکونی در جمهوری ایرلند است که در شهرستان مایو واقع شده‌است. وستپورت ۶٬۱۹۸ نفر جمعیت دارد و ۸۰ متر بالاتر از سطح دریا واقع شده‌است.